# Fontenelle-en-Brie
Fontenelle-en-Brie é uma ex-comuna francesa na região administrativa de Altos da França, no departamento de Aisne. Estendeu-se por uma área de 8,47 km². Em 2010 a comuna tinha 210 habitantes (densidade: 24,8 hab./km²).
Em 1 de janeiro de 2016 foi fundida com as comunas de Artonges, La Celle-sous-Montmirail e Marchais-en-Brie para a criação da nova comuna de Dhuys-et-Morin-en-Brie.